# Germán Lesman
Germán Alejandro Lesman (Esperanza, 8 settembre 1990) è un calciatore argentino, attaccante del Central Norte (S).

## Caratteristiche tecniche
È un centravanti.

## Carriera
Cresciuto nelle giovanili del Colón (SF), ha esordito il 7 agosto 2010 in occasione del match di campionato pareggiato 1-1 contro il Quilmes.

## Palmarès

### Club

#### Competizioni nazionali
- Torneo Federal A: 1

Central Norte: 2024

### Individuale
- Capocannoniere della Primera B Nacional: 1

2016 (17 reti)